# 御花畑站

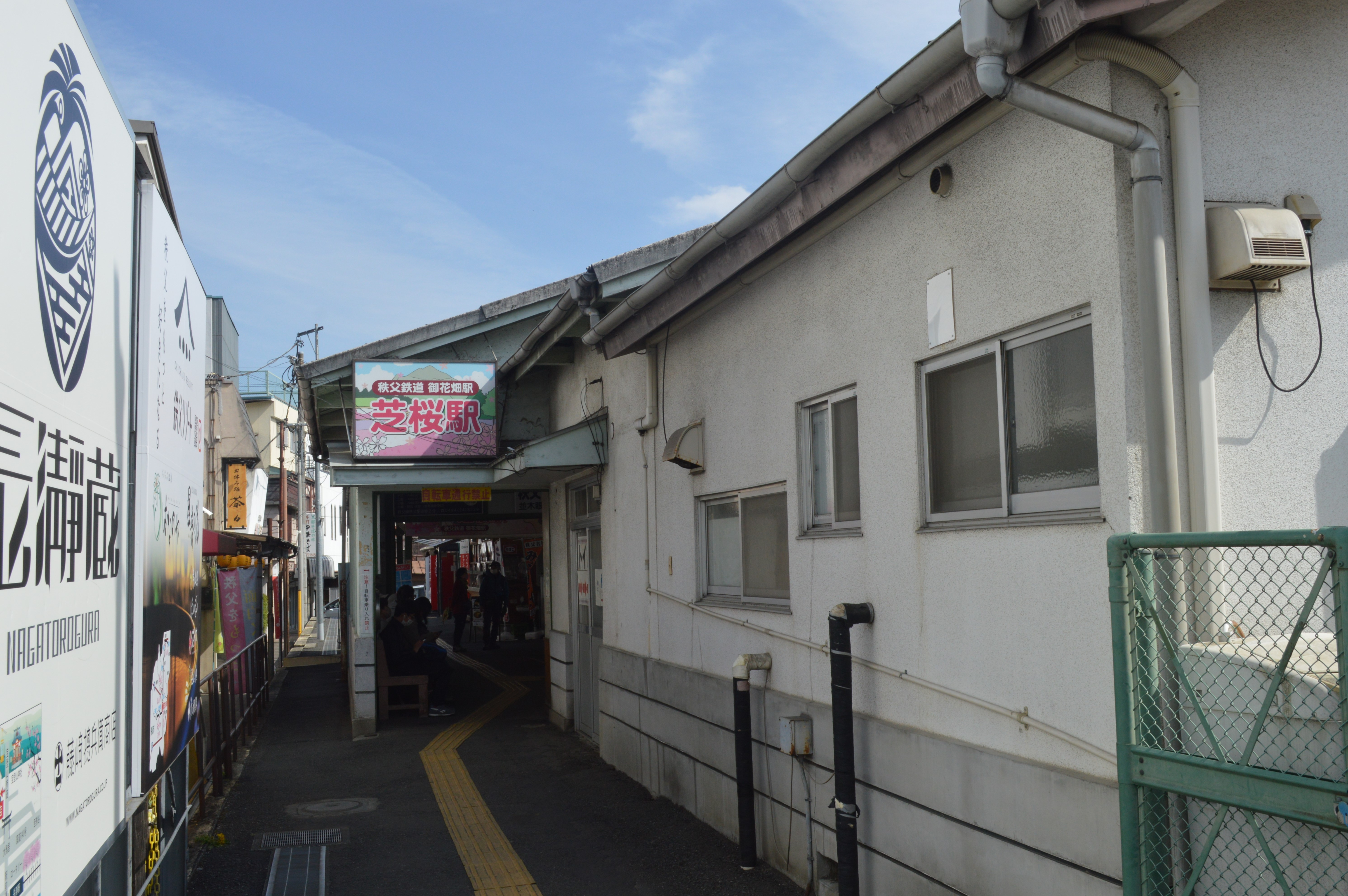
另一側的入口（2023年3月）

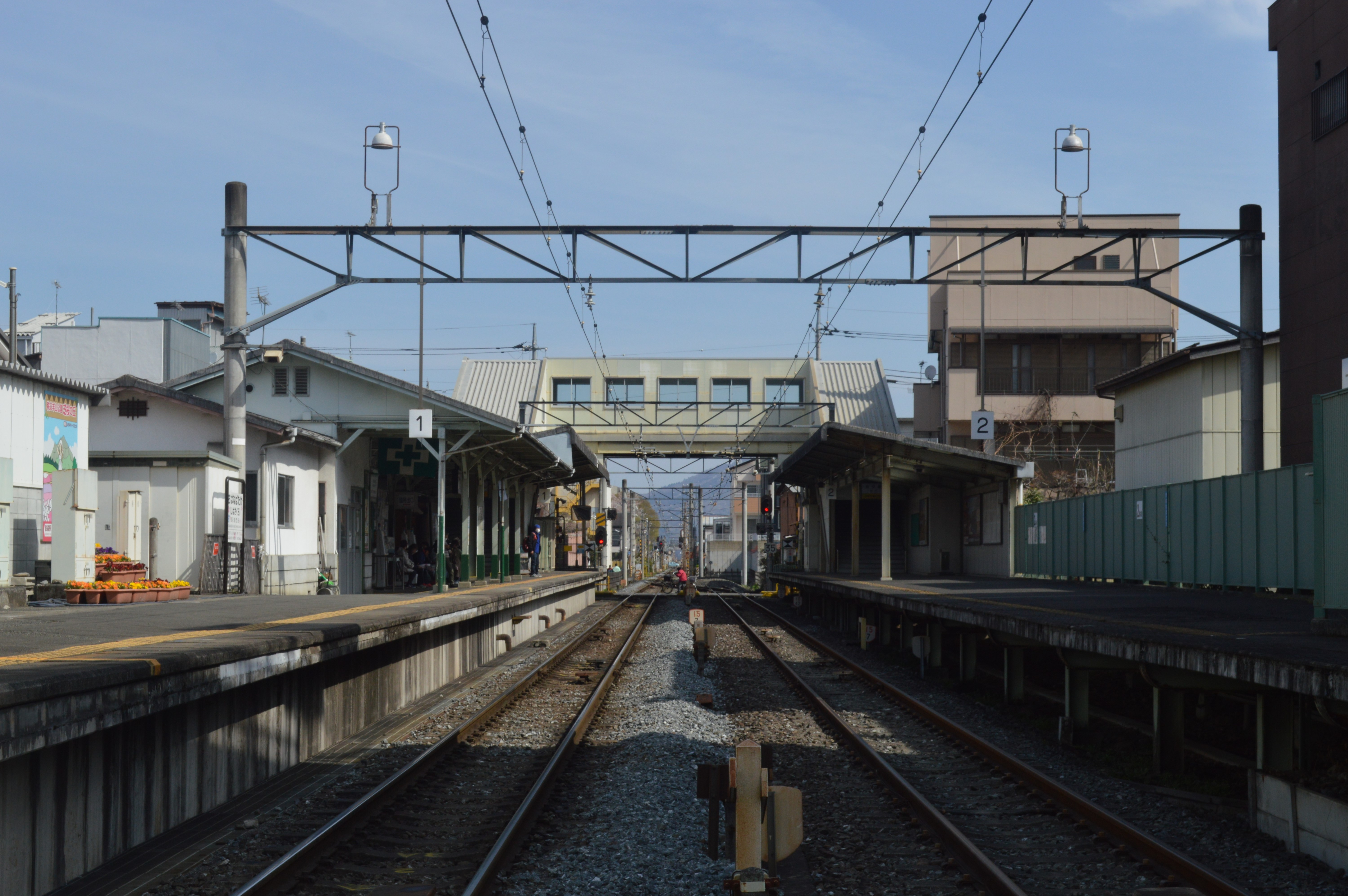
月台（2023年3月）

御花畑站（日语：／ Ohanabatake eki */?）是位於埼玉縣秩父市東町21番3號，秩父鐵道的秩父本線車站。2009年4月1日起加設了副站名「芝櫻站」。而本站已登錄為國家登錄有形文化財。
此站與西武鐵道西武秩父站為互相轉乘站，在車費計算上視作「同一車站」。站內設有聯絡線連接西武鐵道。

## 歷史

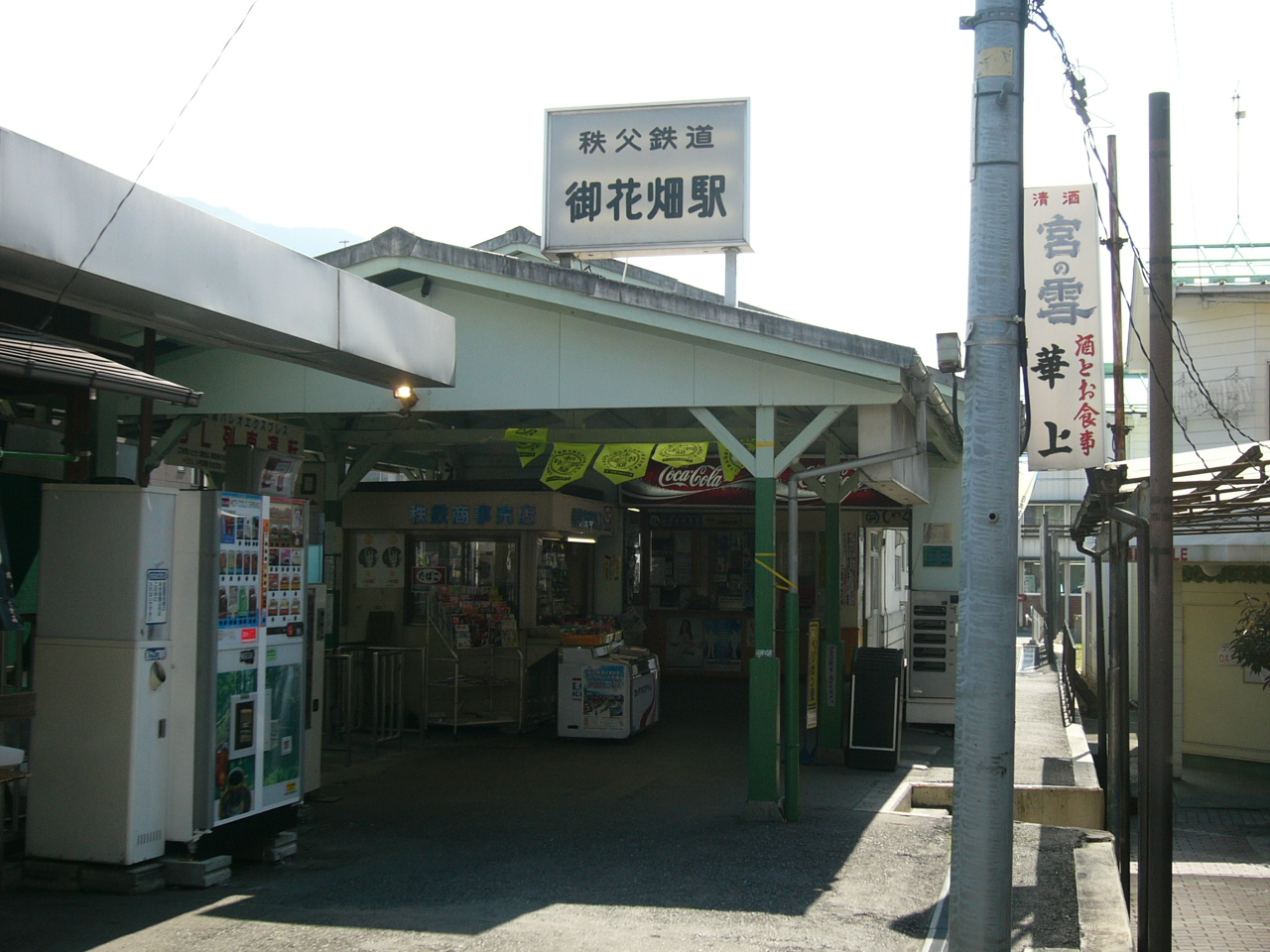
設有副站名前的站房（2006年5月）

- 1917年（大正6年）9月27日 - 車站啟用。
- 1989年（平成元年）4月1日 - 開始與西武鐵道直通運輸。同時增設1面1線的月台。
- 2004年（平成16年）2月17日 - 車站大樓登錄成為國家登錄有形文化財[3]。
- 2009年（平成21年）4月1日 - 加設副站名「芝櫻站」。

## 車站構造
此站是地面車站，設有2面2線的相對式月台。此站是直營車站，同時為管理車站，當中只管理此站（周邊的車站由秩父站管理）。車站南邊約100米（靠近影森一方）處設有西武秩父站。從此站離開檢票口後越過秩父線平交道，便到達西武秩父站內的商業設施「西武秩父站前溫泉 祭之湯」，步程5分鐘。
此站曾設有1面1線車站。在1989年4月1日起，隨著西武鐵道駛入此站，月台變成2面2線。1號月台為秩父線內列車專用，2號月台為西武線直通列車專用。兩月台之間設有跨線橋連接，1號月台鄰接檢票口。在配線上，2號月台可會作秩父線列車交會，而定期時間表中也設有列車交會的情況。當沒有直通列車到發時，2號月台會封閉。
在離開2號月台後可進行聯絡線，連接西武秩父站靠近橫瀨一方的西武線路軌。因此，西武鐵道和秩父鐵道直通的列車中，長瀞站到發的列車不會停靠西武秩父站，而三峰口到發的列車不會停靠此站，而是停靠西武秩父站。在直通列車方面，西武鐵道和秩父鐵道的乘務員會在此站交班。
在車費計算上，西武秩父站和此站會視作「同一車站」。此站可乘坐西武線列車，也可視作西武線的終點站。在此站發售的西武線車票中，會印上「御花畑」。但是，此站沒有IC卡閘機，因此乘坐西武線後於此站下車時，不可使用PASMO等IC卡結算車費。車站檢票口外設有車站蕎麥店、吸煙區和廁所（由秩父市設置）。

### 月台
| 月台 | 路線                | 方向           | 備註                 |
| ---- | ------------------- | -------------- | -------------------- |
| 1    | ■秩父鐵道秩父本線   | 三峰口方向     |                      |
| 1    | ■秩父鐵道秩父本線   | 長瀞、羽生方向 |                      |
| 2    | ■西武鐵道西武秩父線 | 飯能、池袋方向 | 下一站橫瀨           |
| 2    | ■秩父鐵道秩父本線   | 長瀞方向       | 西武線的直通列車使用 |

在三峰口一方平交道上方的架空電纜中。當舉行秩父夜祭時，由於花車需要通過平交道，因此需要暫時撤走。在12月3日晚上，山車通過的時段中，秩父站至影森站之間的列車服務需要暫停。另外，秩父夜祭的山車通過的團子坂在1917年秩父鐵道秩父本線開業時同時開通。

### 配線圖
| ← 影森、 三峰口方向 | 西武秩父站、御花畑站 站內配線略圖 | → 秩父、 長瀞方向 |
|                     | ↓ 飯能、池袋方向                  |                   |
| 图例 参考文献：     |                                   |                   |

## 利用状況
- 2018年度の1日平均乗車人員は1,324人であり、秩父鉄道秩父本線の全駅における2018年度の1日平均の乗車人数は4位である。

## 使用狀況
- 在2018年度1日平均乘車人次為1,324人[6]。在秩父本線所有車站中排名第4。
- 由於車站鄰近西武秩父站，因此設有轉乘客。

| 年度               | 1日平均 乘車人次 |
| ------------------ | ---------------- |
| 2009年（平成21年） | 1,512            |
| 2010年（平成22年） | 1,444            |
| 2011年（平成23年） | 1,403            |
| 2012年（平成24年） | 1,395            |
| 2013年（平成25年） | 1,400            |
| 2014年（平成26年） | 1,445            |
| 2015年（平成27年） | 1,430            |
| 2016年（平成28年） | 1,366            |
| 2017年（平成29年） | 1,370            |
| 2018年（平成30年） | 1,324            |

以下為1974～1998年度的上下車人次變化。
| 年度               | 一年總 乘車人次 | 一年總 下車人次 |
| ------------------ | --------------- | --------------- |
| 1974年（昭和49年） | 1,474,991       | 1,443,268       |
| 1975年（昭和50年） | 1,380,487       | 1,356,477       |
| 1976年（昭和51年） | 1,236,291       | 1,182,976       |
| 1977年（昭和52年） | 1,224,935       | 1,205,260       |
| 1978年（昭和53年） | 1,145,374       | 1,120,241       |
| 1979年（昭和54年） | 1,090,886       | 1,078,022       |
| 1980年（昭和55年） | 1,111,250       | 1,082,614       |
| 1981年（昭和56年） | 1.085,688       | 1,051,100       |
| 1982年（昭和57年） | 1,032,979       | 1,013,299       |
| 1983年（昭和58年） | 963,190         | 951,611         |
| 1984年（昭和59年） | 910,820         | 922,079         |
| 1985年（昭和60年） | 919,785         | 902,591         |
| 1986年（昭和61年） | 920,457         | 912,235         |
| 1987年（昭和62年） | 902,727         | 886,585         |
| 1988年（昭和63年） | 877,044         | 899,091         |
| 1989年（平成元年） | 931,399         | 948,685         |
| 1990年（平成02年） | 944,184         | 961,780         |
| 1991年（平成03年） | 929,978         | 954,875         |
| 1992年（平成04年） | 887,569         | 904,115         |
| 1993年（平成05年） | 852,162         | 869,835         |
| 1994年（平成06年） | 837,217         | 861,075         |
| 1995年（平成07年） | 819,218         | 836,650         |
| 1996年（平成08年） | 834,184         | 808,247         |
| 1997年（平成09年） | 626,165         | 638,054         |
| 1998年（平成10年） | 617,455         | 614,880         |

## 車站周邊
雖然車站名為「御花畑」，因此周邊沒有花田。車站取自秩父夜祭「御旅所」的暱稱。車站靠近羽生一方至秩父站之間是秩父市區，周邊設有住宅、中小型商店和診所。
- 西武秩父站
- 秩父市政廳
- 埼玉縣秩父地方廳舍
- Belc（日语：ベルク (企業)）東町店
- 矢尾百貨店 （页面存档备份，存于）（日語）
  - 最好電器Yao秩父店
- 埼玉縣立秩父高等學校（日语：埼玉県立秩父高等学校）
- 埼玉縣立秩父高等技術專門校（日语：埼玉県立秩父高等技術専門校）
- 秩父市立秩父第二中學（日语：秩父市立秩父第二中学校）
- 秩父市立花之木小學
- 秩父上町郵局
- 秩父野坂郵局

### 觀光
- 秩父神社（日语：秩父神社） - 步行10分鐘
- 秩父三十四箇所（日语：秩父三十四箇所）
- 秩父銘仙館（日语：ちちぶ銘仙館）（國家登錄有形文化財） - 步行5分鐘
- 秩父故鄉館（日语：秩父ふるさと館）（國家登錄有形文化財） - 步行10分鐘
- 羊山公園（日语：羊山公園） - 步行20分鐘
- 舊大月旅館別館 - 步行5分鐘

## 巴士路線
最近的巴士站是「札所十三番」，距離檢票口約130米（步行約2分鐘）。
| 乘車處     | 乘車處     | 系統                                       | 主要途經                 | 目的地                             | 巴士公司     | 備註 |
| ---------- | ---------- | ------------------------------------------ | ------------------------ | ---------------------------------- | ------------ | ---- |
| 札所十三番 |            | 久那線                                     | 佐久良橋、久那、花見之里 | 西武秩父站                         | 西武觀光巴士 |      |
| 札所十三番 | 小鹿野線   | 秩父站、市立醫院、泉田、小鹿野車廠         | 栗尾                     |                                    | 西武觀光巴士 |      |
| 札所十三番 | 小鹿野線   | 秩父站、相生町、泉田、小鹿野車廠           | 栗尾                     |                                    | 西武觀光巴士 |      |
| 札所十三番 | 秩父吉田線 | 秩父站、札所二十一番、下寺尾、吉田綜合分所 | 吉田元氣村               |                                    | 西武觀光巴士 |      |
| 札所十三番 | 秩父吉田線 | 秩父站、市立醫院、下寺尾、吉田綜合分所     | 吉田元氣村               |                                    | 西武觀光巴士 |      |
| 札所十三番 | 原谷線     | 秩父站、大野原站前                         | 和銅黑谷站               |                                    | 西武觀光巴士 |      |
| 札所十三番 | 三澤線     | 秩父站、山田、栃谷、中三澤                 | 皆野站                   |                                    | 西武觀光巴士 |      |
| 札所十三番 | 定峰線     | 秩父站、山田、栃谷、定峰                   | 定峰峠入口               | 星期六及假日所有班次以定峰為終點站 | 西武觀光巴士 |      |
| 札所十三番 | 正丸線     | 秩父站、根古屋、蘆久保站、長渕             | 松枝                     |                                    | 西武觀光巴士 |      |
| 札所十三番 |            |                                            | 西武秩父站               |                                    | 西武觀光巴士 |      |

## 相鄰車站
秩父鐵道
秩父本線
SL「Paleo Express」
秩父－御花畑－三峰口
急行「秩父路」、普通
秩父－御花畑－影森
■西武線直通
秩父－御花畑－橫瀨（西武秩父線）

## 注腳
1. ↑  御花畑駅「芝桜駅」副駅名設定について（日語） 的存檔，存档日期2009年4月3日，.（秩父鐵道官方網站）
2. ↑  御花畑駅「芝桜駅」副駅名設定について （页面存档备份，存于）（日語）（秩父鐵道的通知 2007-2009 Mobile）
3. 1 2  国指定文化財等データベース （页面存档备份，存于）（日語）
4. ↑  秩父市編「やさしいみんなの秩父学」埼玉出版會，2007，p196-197
5. ↑  宮脇俊三、原田勝正 《東京・横浜・千葉・名古屋の私鉄 (JR・私鉄全線各駅停車)》，p.85，小學館，1993年，ISBN 978-4093954112）
6. ↑  【掲載】０９、運輸・TRANSPORTATION （页面存档备份，存于）（日語）
7. ↑  秩父市誌続編三編集委員会編集『秩父市誌 続編三』575頁、埼玉県秩父市、1990年12月27日。
8. ↑  秩父市編「やさしいみんなの秩父学」埼玉出版會，2007，p196

## 外部連結
- 車站情報 御花畑(芝櫻)站（秩父鐵道） （页面存档备份，存于）（日語）